# Statista

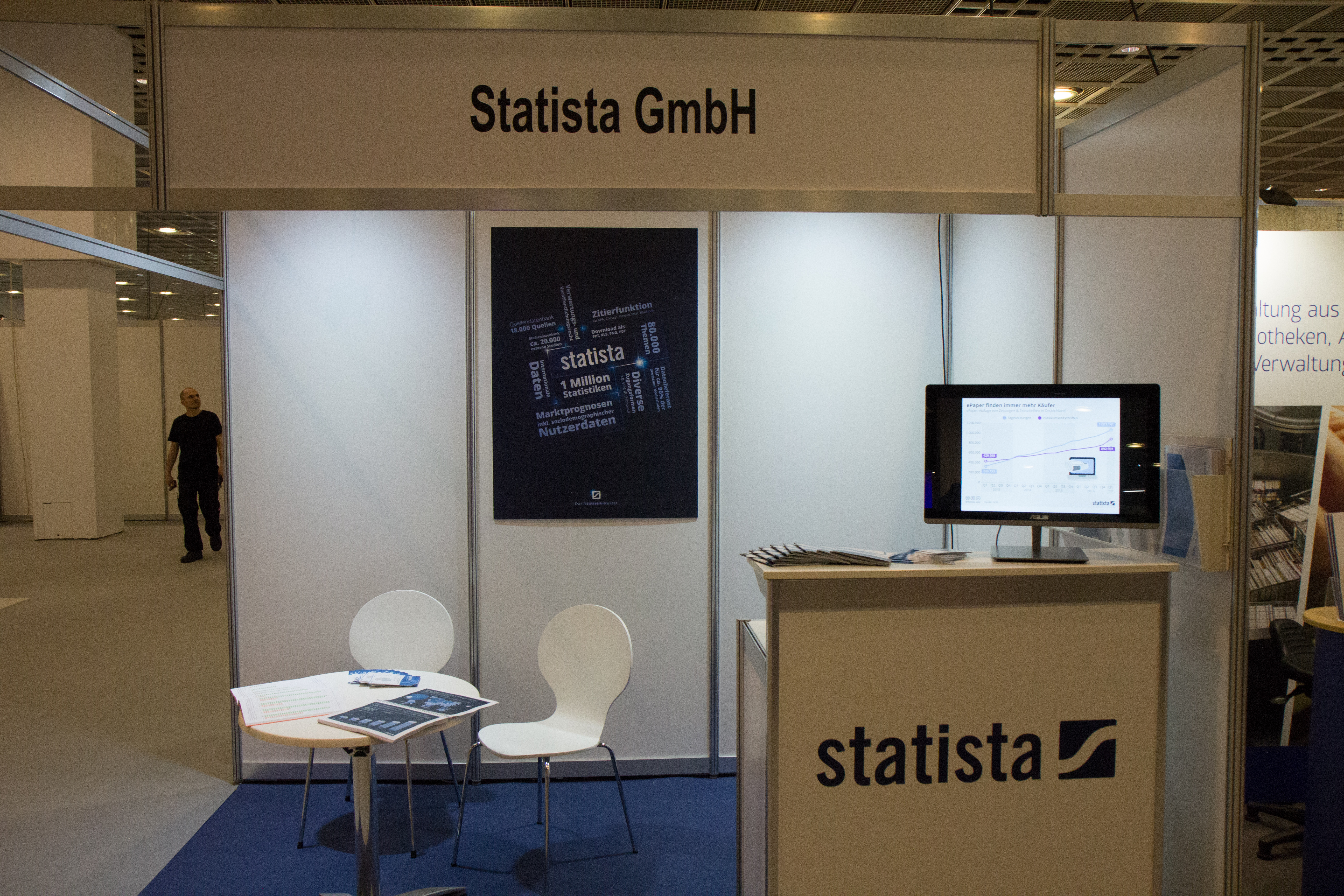

Statista GmbH es un portal de estadística en línea alemán que pone al alcance de los usuarios datos relevantes que proceden de estudios de mercado y de opinión, así como indicadores económicos y estadísticas oficiales en alemán, inglés, español y francés. Según datos de la propia empresa, su plataforma cuenta con más de un millón de estadísticas sobre alrededor de 80.000 temas procedentes de unas 22.500 fuentes, en 170 sectores diferentes. Con datos de 2020, Statista contaba con 1,5 millones de usuarios y generaba unos ingresos de 60 millones de euros.

## Historia
La empresa fue fundada en 2007 por Friedrich Schwandt y Tim Kröger y cuenta actualmente con más de 700 empleados, entre los que aparecen expertos en bases de datos, redactores y estadísticos. Además de en alemán, Statista ofrece su contenido en inglés, francés y español. La sede central está ubicada en Hamburgo, en el edificio Brahms Kontor, y existen oficinas en ciudades como Nueva York, Londres, París o Singapur. 
Entre los socios del portal se encuentran la Oficina Federal de Estadística de Alemania (DESTATIS), el instituto demoscópico Allensbach, la OCDE, el Instituto Alemán de Investigación Económica (DIW Berlin) y Bürgel. La empresa también colabora con medios como WELT, T-Online y Handelszeitung.
En 2008 Statista fue elegida start-up del año por la web deutsche-startups.de y fue una de las vencedoras del concurso “Enable to Start“, organizado por la edición alemana del Financial Times. En 2010 fue uno de los proyectos premiados por la iniciativa “Deutschlad Land der Ideen” (Alemania, país de ideas) y fue galardonada con el premio Red Herring 2010. En 2012 la empresa fue nominada al premio “Deutscher Gründerpeis” en la categoría de empresas emergentes Y en 2014 Library Journal la eligió como la mejor base de datos.
A finales de 2015, Statista fue adquirida por la empresa de publicidad exterior Ströer Media.

## Oferta de servicios
La empresa ofrece estadísticas y resultados de encuestas presentados en gráficos y tablas. Sus principales grupos objetivo son empresas, estudiantes e investigadores. Los datos ofrecidos cubren, entre otros ámbitos, la publicidad, los hábitos de compra y sectores económicos específicos.
La oferta se divide en contenido gratuito y contenido de pago. Para hacer uso de los datos es imprescindible crear una cuenta de usuario, aunque los gráficos se pueden ver sin necesidad de registrarse. Los usuarios también disponen de acceso a Digital Market Outlook, Consumer Market Outlook y Mobility Market Outlook, estudios basados en datos demográficos y económicos que aportan información detallada sobre la evolución de los correspondientes mercados. La Global Consumer Survey, por su parte, presenta análisis exhaustivos del comportamiento de los consumidores y del uso que estos hacen de los medios.
Junto a esta gran cantidad de estadísticas, existe una base de datos de estudios con más de 41.000 documentos. Además, Statista ofrece a sus usuarios la posibilidad de encargar estudios a medida, llevados a cabo por el departamento de Investigación y Análisis, así como infografías, vídeos, presentaciones y publicaciones.

## Infografías
Desde finales de 2011, Statista elabora infografías gratuitas que se pueden ver regularmente en medios como Mashable, Business Insider o Forbes.